# Creusis
Creusis (en grec antic Κρεῦσις) o Creusa (Κρέουσα) era una ciutat de Beòcia situada en una petita badia al golf de Corint, que els autors antics diuen que era el port de Tèspies.
Pausànias deia que la navegació des del Peloponès fins a Creusis era insegura, a causa dels nombrosos caps que calia resseguir i dels forts vents que baixaven de les muntanyes. La ciutat es trobava a la frontera amb Megaris. Un dels pics del mont Citeró es troba entre Creusis i Aegosthena i no deixa cap pas al llarg de la costa, només un petit sender al peu de la muntanya. Aquest pas és perillós de creuar si bufa fort el vent.
En dues ocasions els lacedemonis es van retirar de Beòcia per aquest pas, per tal d'evitar altres vies més directes i més vigilades a través del mont Citeró. La primera vegada va ser l'any 378 aC, quan els espartans dirigits per Cleombrot van patir una tempesta molt violenta i el vent arrencava de les seves mans els escuts dels soldats i les bèsties de càrrega eren arrossegades als precipicis. La segona vegada que hi van passar va ser després de la fatal Batalla de Leuctra l'any 371 aC, segons Xenofont. No es coneix amb seguretat l'emplaçament de la ciutat de Creusis.